# Amolops bellulus
Amolops bellulus е вид жаба от семейство Водни жаби (Ranidae).

## Разпространение
Видът е разпространен в Китай и Мианмар.